# Салово (Галичский район)
Салово — деревня в Степановском сельском поселении Галичского района Костромской области России.

## География
Деревня расположена у реки Восна.

## История
Согласно Спискам населенных мест Российской империи в 1872 году деревня относилась к 1 стану Галичского уезда Костромской губернии. В ней числилось 7 дворов, проживало 34 мужчины и 35 женщин.
Согласно переписи населения 1897 года в деревне проживало 86 человек (37 мужчин и 49 женщин).
Согласно Списку населенных мест Костромской губернии в 1907 году деревня относилась к Быковской волости Галичского уезда Костромской губернии. По сведениям волостного правления за 1907 год в ней числилось 20 крестьянских дворов и 83 жителя.
До муниципальной реформы 2010 года деревня входила в состав Толтуновского сельского поселения.

## Население
Численность населения деревни менялась по годам:
| Население по годам  |      |      |      |      |      |
| Год                 | 1877 | 1897 | 1907 | 2008 | 2012 |
| Жителей             | 69   | 86   | 83   | 1    | 1    |
| Крестьянских дворов | 7    | —    | 20   | —    | —    |